# Ombú de Cullen

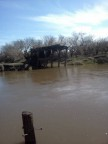
Puente Bs, As. - Santa Fe (Camino Real)

El ombú de Cullen es un sitio histórico ubicado en el límite norte de la provincia de Buenos Aires con el sur de Santa Fe. Antiguamente ese paraje era denominado Posta de Vergara. Se ubicaba a metros del Camino Real. (Actualmente se pueden observar restos del puente de madera roto de aquella época, que evidencian el paso del camino).

## Historia
En este lugar al pie del Ombú por orden del Gral. Juan Manuel de Rosas el día 22 de junio de 1839 fue fusilado y enterrado el gobernador de la provincia de Santa Fe,  Domingo Cullen.
Asistido por un cura de San Nicolás de los Arroyos, en el poco tiempo que le dieron Cullen dirigió una carta a su esposa que decía. “ "En este momento me intiman que debo morir; así lo ha querido la Providencia Divina... Mándame hacer funerales pero sin pompa ni magnificencia; no está nuestra casa para muchos gastos que no podemos soportar. Ruega tú y mis hijos al Señor por el descanso de mi alma; es mi Dios mi único consuelo en este momento crítico. Sé felíz más de lo que has podido ser en compañía de tu desgraciado esposo que, de veras te ama y ruega al Señor por tu prosperidad. Domingo Cullen"
En 1840 el Gral Juan Lavalle , por pedido de Pedro Rodriguez del Fresno (Cuñado de Cullen y oficial de Lavalle) logró exhumar los restos y los trasladó a la ciudad de Santa Fe, donde fueron depositados en el Convento de Santo Domingo, declarándose su tumba monumento histórico por la Comisión Nacional de Museos, Monumentos y Lugares Históricos.

## Imágenes

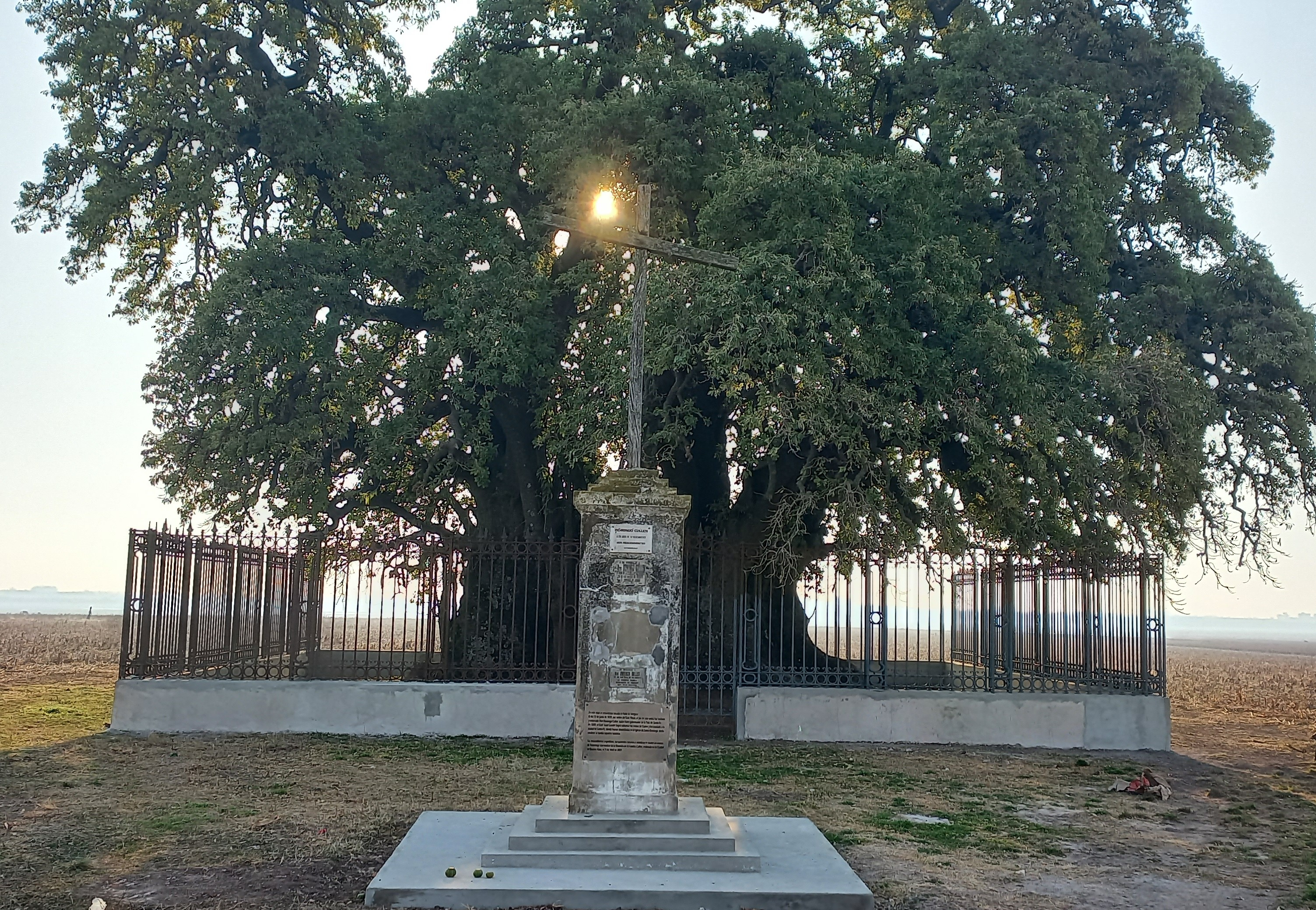
Ombú de Cullen - Placas conmemorativas - Cruz de madera

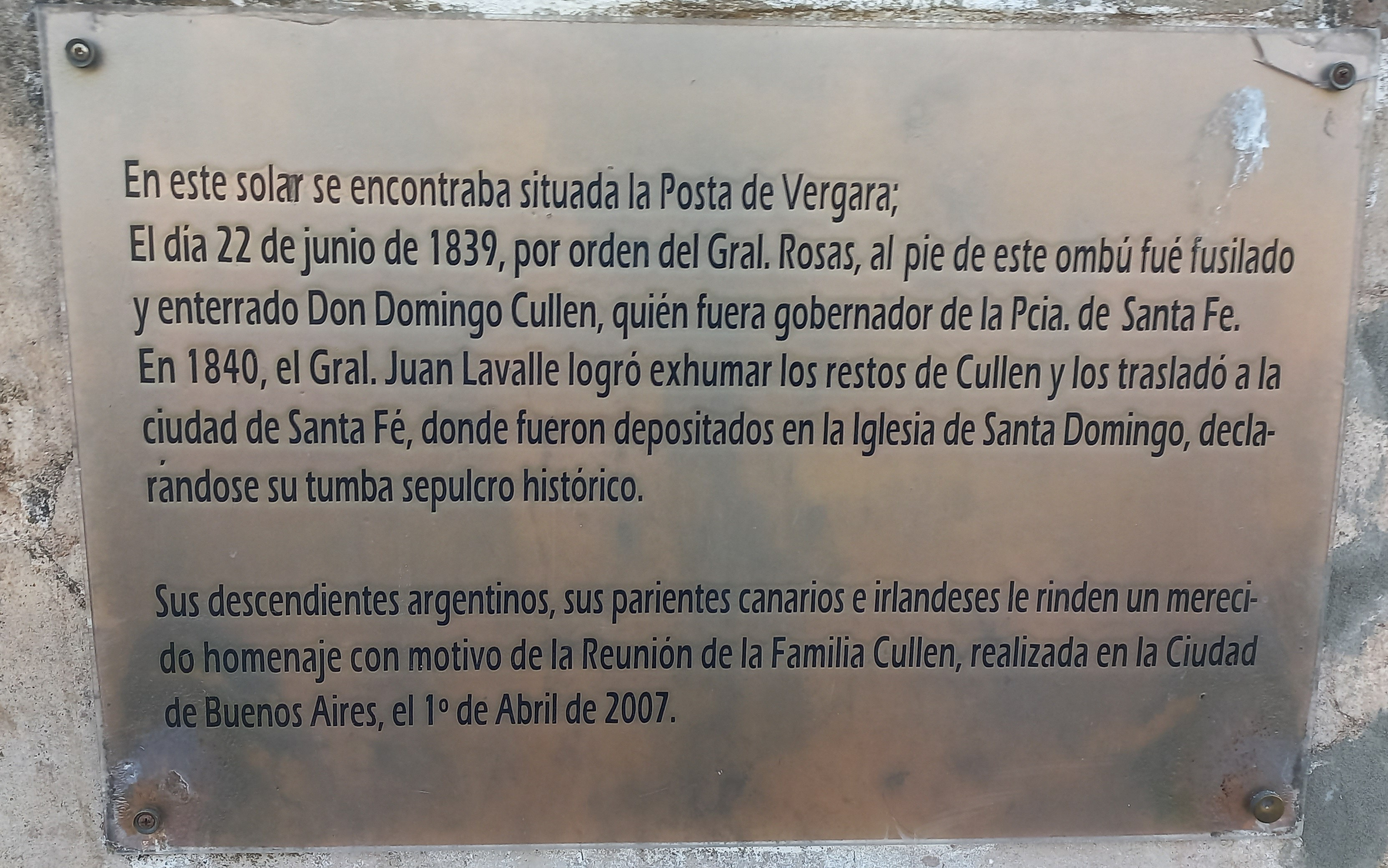
Placa Conmemorativa - 2007